# Sénat Diepgen IV
Ville-Land de Berlin
Diepgen III Diepgen V
Le sénat Diepgen IV (en allemand : Senat Diepgen IV) est le gouvernement de la ville-Land de Berlin entre le 25 janvier 1996 et le 9 décembre 1999, durant la treizième législature de la Chambre des députés.

## Composition

### Initiale (25 janvier 1996)
- Les nouveaux sénateurs sont indiqués en gras, ceux ayant changé d'attributions en italique.

| Portefeuille                                                                             | Titulaire | Titulaire                                                        | Parti |
| ---------------------------------------------------------------------------------------- | --------- | ---------------------------------------------------------------- | ----- |
| Bourgmestre-gouverneur                                                                   |           | Eberhard Diepgen                                                 | CDU   |
| Bourgmestre Sénatrice au Travail, à la Formation professionnelle et aux Femmes           |           | Christine Bergmann                                               | SPD   |
| Sénatrice aux Finances                                                                   |           | Annette Fugmann-Heesing                                          | SPD   |
| Sénatrice à la Santé et aux Affaires sociales                                            |           | Beate Hübner                                                     | CDU   |
| Sénateur aux Travaux publics, au Logement et aux Transports                              |           | Jürgen Klemann                                                   | CDU   |
| Sénatrice à la Justice                                                                   |           | Lore Maria Peschel-Gutzeit (jusqu'au 13/11/1997) Ehrhart Körting | SPD   |
| Sénateur à l'Économie et aux Entreprises                                                 |           | Elmar Pieroth                                                    | CDU   |
| Sénateur à la Science, à la Recherche et à la Culture                                    |           | Peter Radunski                                                   | CDU   |
| Sénateur à l'Intérieur                                                                   |           | Jörg Schönbohm                                                   | CDU   |
| Sénatrice à l'Éducation, à la Jeunesse et aux Sports                                     |           | Ingrid Stahmer                                                   | SPD   |
| Sénateur au Développement urbain, à la Protection de l'environnement et à la Technologie |           | Peter Strieder                                                   | SPD   |

### Remaniement du 26 octobre 1998
- Les nouveaux sénateurs sont indiqués en gras, ceux ayant changé d'attributions en italique.

| Portefeuille                                                                             | Titulaire | Titulaire               | Parti |
| ---------------------------------------------------------------------------------------- | --------- | ----------------------- | ----- |
| Bourgmestre-gouverneur                                                                   |           | Eberhard Diepgen        | CDU   |
| Bourgmestre Sénatrice aux Finances                                                       |           | Annette Fugmann-Heesing | SPD   |
| Sénatrice à la Santé et aux Affaires sociales                                            |           | Beate Hübner            | CDU   |
| Sénateur aux Travaux publics, au Logement et aux Transports                              |           | Jürgen Klemann          | CDU   |
| Sénateur à la Justice                                                                    |           | Ehrhart Körting         | SPD   |
| Sénateur à l'Économie et aux Entreprises                                                 |           | Elmar Pieroth           | CDU   |
| Sénateur à la Science, à la Recherche et à la Culture                                    |           | Peter Radunski          | CDU   |
| Sénateur à l'Intérieur                                                                   |           | Jörg Schönbohm          | CDU   |
| Sénatrice à l'Éducation, à la Jeunesse et aux Sports                                     |           | Ingrid Stahmer          | SPD   |
| Sénateur au Développement urbain, à la Protection de l'environnement et à la Technologie |           | Peter Strieder          | SPD   |

### Remaniement du 12 novembre 1998
- Les nouveaux sénateurs sont indiqués en gras, ceux ayant changé d'attributions en italique.

| Portefeuille                                                                             | Titulaire | Titulaire               | Parti |
| ---------------------------------------------------------------------------------------- | --------- | ----------------------- | ----- |
| Bourgmestre-gouverneur                                                                   |           | Eberhard Diepgen        | CDU   |
| Bourgmestre Sénatrice aux Finances                                                       |           | Annette Fugmann-Heesing | SPD   |
| Sénatrice au Travail, à la Formation professionnelle et aux Femmes                       |           | Gabriele Schöttler      | SPD   |
| Sénatrice à la Santé et aux Affaires sociales                                            |           | Beate Hübner            | CDU   |
| Sénateur aux Travaux publics, au Logement et aux Transports                              |           | Jürgen Klemann          | CDU   |
| Sénateur à la Justice                                                                    |           | Ehrhart Körting         | SPD   |
| Sénateur à l'Économie et aux Entreprises                                                 |           | Wolfgang Branoner       | CDU   |
| Sénateur à la Science, à la Recherche et à la Culture                                    |           | Peter Radunski          | CDU   |
| Sénateur à l'Intérieur                                                                   |           | Eckart Werthebach       | CDU   |
| Sénatrice à l'Éducation, à la Jeunesse et aux Sports                                     |           | Ingrid Stahmer          | SPD   |
| Sénateur au Développement urbain, à la Protection de l'environnement et à la Technologie |           | Peter Strieder          | SPD   |